# 克里夫蘭守護者
克里夫蘭守護者（英語：Cleveland Guardians），是一支位於俄亥俄州克里夫蘭的職業棒球隊伍。目前隸屬於美國職棒大聯盟美國聯盟的中區。他們從1994年開始以傑克布斯球場為主場。
該隊是美聯八支創始球隊之一，1901年成立於克里夫蘭。當時稱為克里夫蘭藍（Cleveland Blues），以聯盟球場為主場。1915年該隊公開徵選新隊名，大眾則參照波士頓勇士（現在的亞特蘭大勇士）的名稱，選了印地安人這個名字，球隊於該年更名為克里夫蘭印地安人（Cleveland Indians），別號叫做「部落」（the Tribe）和「瓦荷酋長」（Chief Wahoo）。後者是指球隊隊徽上的吉祥物瓦荷酋長。1932年搬到具有歷史意義的克里夫蘭體育場。2021年11月，球隊從「印地安人」更名為「守護者」，以消除多年來的关于美洲原住民种族成见的争议。
守護者創隊至今的戰績是8075勝7711敗（勝率.512）。他們是2007年球季的美聯中區冠軍。2016年世界大賽先取3：1聽牌優勢後，卻連輸3場，再次無緣世界大賽冠軍。該隊最近一次拿到世界大賽冠軍，已經是1948年的事，期間分別在1954年、1995年、1997年、2016年打進世界大賽，但最終都功虧一簣，而在小熊隊奪冠以後，守護者變成大聯盟現階段未奪冠時間最久的球隊。

## 歷史

### 印地安人的隊名由來
據說，這支球隊是為了表彰路易斯·索克雷西斯，而在1915年取名印地安人隊。這位傑出的印地安人選手，曾在1897年到1899年間為克里夫蘭效力。
事實卻正好相反。當「納普隊」（Naps）在1914年年底將長久以來的隊長納普·拉傑威（Napoleon Lajoie）送到費城運動家，球團老闆查爾斯·桑默斯（Charles Somers）請求克里夫蘭當地的報紙為球隊想個新名字。記者們拿波士頓勇士的名字作文字遊戲，而選了「印地安人」；1914年的勇士隊由於從七月四日的墊底上演大逆轉，最終在世界大賽橫掃對手，而被稱為「奇蹟的勇士」（Miracle Braves）。在某種程度上，這個隊名也認識到，在索克雷西斯的球員時代，當時國家聯盟的克里夫蘭蜘蛛有時也被稱為印地安人；而這個事實恰好加強了新隊名的說服力。
無論如何，這個隊名從此流傳下來；事隔三十四年，印地安人也在1948年世界大賽裡，以四勝二敗擊敗勇士。（在此之前，他們先在季後加賽打敗了另一支波士頓球隊-紅襪。）戰勝勇士使他們贏得隊史上第二座，也是至今最後一座世界冠軍；1920年世界大賽，印地安人也以五勝二敗擊敗布魯克林羅賓。
印地安人的隊名，以及微笑的紅臉漫畫酋長標誌，長久以來一直因為延續對美洲原住民的刻板印象而倍受抨擊，抗議行動不時發生。1997年，在印地安人一次世界大賽中，有三位印地安裔示威者遭到逮捕，但隨即獲釋。

### 森林城隊
公開的職業棒球運動自1869年球季開始在克里夫蘭登場，一支以薪資募集的職棒球隊也正式成軍，為1870年球季作準備；同時，其他幾個城市也仿傚第一支全職業球隊─辛辛那堤紅長襪的典範，組成自己的職棒隊。克里夫蘭最重要的棒球隊是森林城，「森林城」本身就是克里夫蘭的别名之一。在1870年前後的報紙上，這支球隊通常被稱為森林城，正如來自芝加哥的棒球隊有時也通稱為芝加哥隊。森林城大約成立於1865年，正值南北戰後，棒球隊組織和「全國」棒球協會成員激增的時期。
1871年，克里夫蘭森林城加入了新近成立的國家協會，這是史上第一個職棒聯盟；同時，伊利諾州洛克福特（Rockford, Illinois）的森林城也加入。為求簡潔，有些作者將它們稱為"FCCleveland"和"FCRockford"；這兩支球隊在幾千支同樣以「森林城」為名的足球隊中，是僅有的棒球隊。在聯盟時代之前，紐約和費城是大多數頂尖棒球隊的主場所在，但這兩座城市分別只有一支球隊加入職棒的國家協會；由九座城市組成的國家協會，還包括四支西部球隊，以及東部的華盛頓、特洛伊和波士頓。這樣的局面為時並不久：第一個球季還沒打完，就有兩支西部球隊退出，芝加哥大火則讓白長襪一貧如洗，直到1874年才能重整旗鼓。於是，克里夫蘭在1872年成為國家協會在西部最遠的據點，而森林城隊也成為下一支衰敗的球隊：他們將整季的賽程進行到7月19日，隨後只在八月中和波士頓打了兩場球。

### 國家聯盟時代
1876年，國家聯盟取代了國家協會，成為最重要的職棒聯盟。克里夫蘭並不是聯盟的創始球隊，但在1879年，聯盟積極尋求新成員加入，於是克里夫蘭重回大聯盟行列。克里夫蘭藍在接下來的六個球季戰績居於中段，但卻在1884年與聯合協會的貿易戰裡被拖垮：他們的三位主力球員佛瑞德·鄧拉普（Fred Dunlap）、傑克·格拉斯考克（Jack Glasscock）和吉姆·麥考密克（Jim McCormick）為了更高的薪資而跳槽。這支球隊只維持了兩年，就被聯合協會的聖路易隊取代，但在十五年之後，另一支聖路易球隊將為另一支克里夫蘭球隊帶來致命打擊。
克里夫蘭從大聯盟棒球消失不過兩年，就在1887年趁著美國協會的亞利根尼轉檯國聯的空檔，加入了美國協會。接下來又在1889年轉投國聯，美國協會自此崩潰。（美國協會在1891年解散，國聯吸收了其中四支球隊，成員增加到十二隊。）克里夫蘭隊逐漸發展成聯盟的一支勁旅，也得到了蜘蛛這一獨特的名稱，大概是來自陣中那些四肢瘦長的球員。
蜘蛛隊在1890年遭受球員聯盟旗下一支球隊的挑戰，但該聯盟只維持一年。隔年，蜘蛛將主場搬進聯盟球場（League Park），它在往後55年成為克里夫蘭職業棒球的根據地。在俄亥俄州本地人賽·揚帶領下，蜘蛛隊在1890年代中期成為爭冠勁旅，兩度參與坦波盃（Temple Cup）系列戰（當時的世界大賽），並在1895年奪冠。此後，球隊開始走下坡，羅比森（Robison）兄弟的經營更是致命一擊。
羅比森兄弟既已擁有蜘蛛，聯盟又允許他們在1899年取得聖路易紅雀隊的控股權。他們隨即挖走克里夫蘭隊的最佳球員（包括賽·揚），以填補聖路易的球員名單。聖路易的戰績也進步到勝率超過五成，儘管離第一名還很遙遠；同時，蜘蛛隊只能拼湊出一個小聯盟水準的陣容，並且開始刷新連敗紀錄。在主場幾乎沒有票房的情況下，他們最後是在客場打完大半個球季的，從此被稱為「流浪者」（the Wanderers），最後只能帶著十二球隊墊底，落後第一名84場勝差，以及有史以來最悽慘的20勝134敗戰績抱頭鼠竄。
1899年球季結束後，國聯解散了克里夫蘭、華盛頓、巴爾的摩和路易斯維爾四支球隊。事實上，1899年的大災難對於克里夫蘭球迷而言，將是來年通往嶄新未來的第一步。
為善加運用大眾對於國家聯盟的普遍失望，班·強生將他所經營的小聯盟組織西部聯盟更名為美國聯盟，並在1900年將西部聯盟的大急流城（Grand Rapid）隊遷移到克里夫蘭，進駐聯盟球場。儘管仍屬於小聯盟組織，但這個新聯盟即將邁出決定性的一步。1901年，美聯打破國家協議（National Agreement），宣告成為一個與國聯競爭的大聯盟組織。克里夫蘭隊則是美聯的八支創始球隊之一。

### 1901年-1946年：早期到中期歷史
新球隊最初是由查爾斯·薩默斯和傑克·基爾佛依（Jack Kilfoy）所擁有的。薩默斯對其他球隊的老闆慷慨解囊，以解除他們的財務困難，受惠者也包括康尼·麥克的費城運動家。為了爭取球迷，美聯開始重金挖角國聯的好手；其中一位跳槽的名將是原費城人的明星選手拿破侖·「納普」·拉傑伊，他和費城運動家簽約。當費城人取得法院禁制令，禁止拉傑伊為運動家隊效力，美國聯盟和梅克都在1902年球季初同意讓拉傑伊轉隊到克里夫蘭。這支球隊先前被通稱為野馬（the Bronchos）或藍隊，而今，為了表彰他們廣受喜愛的新進名將，克里夫蘭隊很快就被稱為納普隊。

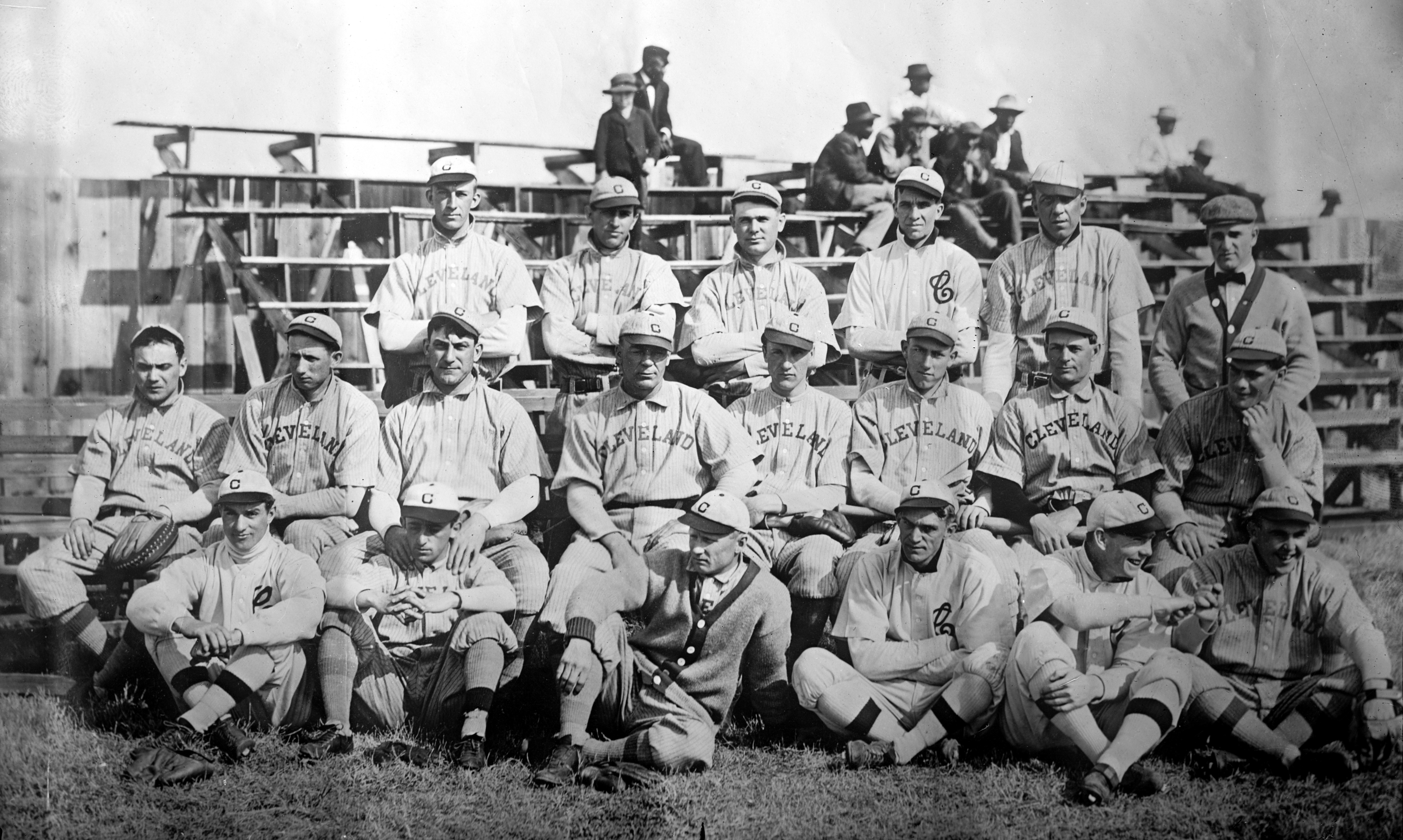
1909年，時名為克里夫蘭納普的球員合照。

在1908年首次有機會爭取聯盟冠軍之前，克里夫蘭的排名一開始是在聯盟中段；然而，1908年重返克里夫蘭為美聯效力的賽·揚宣布退休，以及王牌投手艾迪·喬斯（Addie Joss）突然去世，卻預示著克里夫蘭未來的噩運。投手群的不振在往後幾年成為無法擺脫的陰影。儘管有特里斯·史畢克（Tris Speaker）和無鞋喬·傑克森（Shoeless Joe Jackson）的強打砲火，納普在接下來的十年排名最高都不超過第三名，而「納普」（瞌睡之意）和「睡眠」的同義詞笑話也開始廣為流傳。到了1916年，薩默斯將球隊賣給一個由詹姆士·C.·「傑克」·唐恩（James C. "Jack" Dunn）領銜的財團。唐恩聘請了新的總教練李·佛爾（Lee Fohl），並且簽下兩位年輕投手─日後成為名人堂球星的史坦·柯佛列斯基（Stan Coveleski），以及吉姆·巴格比（Jim Bagby）。在他們的強力投球之下，印地安人在1910年代晚期重新躍昇為爭冠強隊。
崔斯·史皮克在1919年以球員之身兼任總教練，並在1920年帶領球隊奪冠成功；但在奪冠之前，悲劇卻上演了。8月16日，印地安人在紐約馬球球場遭遇洋基。游擊手雷·查普曼（Ray Chapman）在打擊時一如往常逼近本壘板，以對付低肩側投的卡爾·梅斯（Carl Mays）。結果梅斯一球砸中查普曼，打碎了他的頭顱；隔天傷重不治的查普曼，自此成為有史以來第一個、也是唯一一個在比賽進行中喪生的選手。當時正為了聯盟第一和洋基、白襪兩隊陷入激烈拉鋸的印地安人，將隊友的死亡化為繼續前進的力量。未來成為名人堂球星的新秀喬·塞維爾（Joe Sewell）接替了查普曼的先發位置，並且繳出.329的打擊率。
到了1920年9月，前一年世界大賽的黑襪事件開始爆發。當球季進入最後幾場比賽，克里夫蘭和芝加哥分別以94勝54敗和95勝56敗的戰績並列第一， （页面存档备份，存于） （页面存档备份，存于）白襪老闆決定將涉嫌球員禁賽。結果白襪在球季最後一個系列戰三戰兩敗，而印地安人則在最後兩個系列戰拿下四勝兩敗。克里夫蘭最終以領先芝加哥兩場，領先洋基三場的差距奪下美聯冠軍，而史皮克的.388打擊率，巴格比的30勝戰績，以及史帝夫·歐尼爾（Steve O'neill）和史坦·柯佛列斯基的穩定表現，則是勝利的大功臣。克里夫蘭隨後更在世界大賽以五勝二敗打敗布魯克林知更鳥，以四連勝逆轉了知更鳥打完前三場的兩勝一敗領先，贏得世界冠軍。
在1920年的世界冠軍之後，他們的戰績很長一段時間再也到不了這樣的巔峰。史皮克和柯佛列斯基都已年華老去，洋基更帶著可怕的新武器崛起：貝比·魯斯和全壘打。他們在1920年代兩度以第二名作收，但大部份時間都穩居墊底。1927年，唐恩的遺孀喬治·普洛斯夫人（Mrs. George Pross）將球隊賣給艾瓦·布萊德雷（Alva Bradley）所領導的財團。
克里夫蘭人所暱稱的「部落」（the Tribe）─印地安人，在1930年的戰績平平，大多以第三或四名收場。1936年，克里夫蘭引進了一位17歲的年輕投手鮑伯·費勒（Bob Feller），他有著一手威猛的快速球。到了1940年，費勒和肯·凱特納（Ken Keltner）、梅爾·哈爾德（Mel Harder），以及路·波德魯（Lou Boudreau）一起將印地安人帶到離首位僅一場勝差。但球隊卻被內鬥給重創；一些球員（包括斐勒）甚至群起要求老闆艾瓦·布萊德雷開除總教練奧西·維特（Ossie Vitt）。記者們則諷刺他們是「克里夫蘭愛哭鬼」（Cleveland Crybabies）。在開幕戰投出無安打比賽，並在這一年拿下27勝戰績的費勒，在球季最後一戰輸給了底特律老虎的無名小卒佛洛伊德·吉貝爾（Floyd Giebell），使印地安人無緣世界大賽。這也是吉貝爾在大聯盟的最後一場勝投。
陣容年輕化的克里夫蘭，眼看即將成為未來十年的勁旅。羅傑·佩金博夫（Roger Peckinpaugh）也在1941年取代備受輕蔑的維特，接任總教練。不幸的是，美國在此時加入第二次世界大戰，斐勒前往海軍服役，印地安人的成功因而延遲。

### 1947年-1959年：比爾·維克和他的「四巨投」
1946年，比爾·維克組成了一個投資團隊，從布萊德雷的團隊手中買下印地安人。之前在密爾瓦基當過小聯盟球團老闆的維克，將行銷的天賦帶進了克里夫蘭；他的大聯盟老闆生涯也從這裡開始，取之不盡的創意既讓他聲名大噪，也使他惡名昭彰。
維克知道他買下了一支優秀的球隊，因此馬上拋棄狹小而年久失修，缺乏燈光照明的聯盟球場，以巨大的克里夫蘭體育場作為球隊的新主場。在1947年之前，印地安人絕大多數的主場比賽都在聯盟球場舉行，偶爾才到市立體育場打幾場週末球賽。維克同意將球隊遷出聯盟球場，並以市立體育場為永久主場。過了很久以後，球迷和媒體都唾棄這個球場，把它叫做「湖上的錯誤」，但這個構想在當時卻是恰到好處，因為球隊能夠吸引的觀眾人數，有可能遠超過其他大聯盟球場的數量。
為了充分利用這片如洞穴般深不見底的外野，維克引進了可移動式的中外野圍牆，這使他能夠在任何一個系列戰中，將圍牆向內或向外移動到對印地安人有利的距離（他在密爾瓦基也玩過這樣的把戲）。圍牆在不同對手之間造成的距離差異，多達十五英呎之遠。美聯的回應則是在1947年球季後更改規則，將球季期間的外野圍牆距離固定下來。然而，這個巨大的球場還是使印地安人隊在1954年創下正規球季單場最多觀眾紀錄：超過84,000人。
維克還聘請「棒球小丑王」，橡皮臉麥克斯·派特金（Max Patkin）當教練。讓派特金在內野教練區亮相，正是比爾·維克的行銷手法：它讓球迷欣喜若狂，也激怒了美聯高層。
克里夫蘭在維克領導下最重要的成就，是在1947年打破了美聯的膚色界線：在傑基·羅賓森和洛杉磯道奇｜布魯克林道奇簽約11週之後，印地安人簽下了原屬黑人聯盟紐華克鷹（Newark Eagles）的選手賴瑞·杜比（Larry Doby）。正如傑基·羅賓森在國聯的遭遇，杜比在大聯盟第一個球季─1948年裡，也奮力對抗場內場外無止盡的種族歧視，最終繳出了.301的打擊率。這位強打中外野手後來兩度贏得美聯全壘打王。
到了1948年，在爭冠的最後衝刺中亟需投手戰力的維克，又將目光轉向黑人聯盟，並且不顧爭議聲浪簽下了傳奇投手薩奇·佩吉。在黑人聯盟呼風喚雨二十年之久的佩吉，是棒球史上最偉大的投手之一；但他棒球生涯的巔峰期始終被大聯盟拒於門外，因此，維克在1948年簽下這位老球星的舉動，在許多人看來不過是另一個宣傳花招。正式紀錄上42歲的佩吉，也成為大聯盟史上最老的新人，以及第一位黑人投手。佩吉也隨即證明自己寶刀未老，以6勝1敗，防禦率2.48的戰績結束球季，並且投出45次三振，兩場完封，甚至還打過兩支安打。
同樣是在1948年，波德魯、凱特納和喬·高登（Joe Gordon）等老將的打擊成績都創下生涯新高，而新加入的杜比和金·比爾登（Gene Beardon）也有傑出表現。印地安人隊在球季結束時和波士頓紅襪並列第一，並且贏得美聯史上第一場季後加賽，進軍世界大賽；他們在總冠軍戰再以四勝兩敗打倒波士頓勇士，睽違28年之後再次贏得世界冠軍。
1949年，克里夫蘭再次問鼎聯盟冠軍，但最終屈居第三。1949年9月23日，在正式從爭冠行列宣告出局的隔天，比爾·維克和印地安人隊全體在比賽開打前，將1948年的冠軍旗埋葬在球場中外野。
由於艱苦的離婚官司，使維克被迫在1949年將球隊賣給威廉·戴利（William Daley）領軍的財團，但他留下了一個充滿競爭力的堅強陣容，繼續在1950年代初期挑戰聯盟王座；這個陣容包含著名的「四巨投」─斐勒、厄利·韋恩（Early Wynn）、鮑伯·李蒙（Bob Lemon）和麥克·賈西亞（Mike Garcia）。然而，印地安人在往後十年只贏得一次聯盟冠軍，五度屈居紐約洋基隊之後排名第二。1954年，克里夫蘭以單季111勝刷新大聯盟紀錄，並且重返世界大賽挑戰紐約巨人隊（New York Giants）。但他們極其屈辱地被直落四橫掃，而威利·梅斯在第一戰神乎其技地雙手高舉過肩，接殺維克·威爾茲（Vic Wertz）中外野深遠飛球的一幕，也使1954年世界大賽從此留名史冊。

### 1960年-1993年：洛基·柯拉維托（Rocky Colavito）的詛咒
自1955到1993年，印地安人隊有一年排名第三，五年以第四名作收，但其他時間都在美國聯盟吊車尾。法蘭克·「交易人」·藍恩（Frank "Trader" Lane）是將印地安人打造成往後三十年棒球界大笑話的罪魁禍首。但接替他的好幾位領隊（general managers）所做的一連串愚蠢交易，卻也在未來的日子裡讓球迷永生難忘。印地安人長達三十幾年的衰敗期，始於隊史上最惡名昭彰的一次交易；交易的主角是球迷熱愛的強打右外野手洛基·柯拉維托（Rocky Colavito）。
就在1960年開幕戰前，柯拉維托被送到底特律老虎交換哈維·庫恩（Harvey Kuenn）。《艾克隆燈塔日報》（Akron Beacon Journal）的專欄作家泰瑞·普拉托（Terry Pluto）在他的著作《洛基·柯拉維托的詛咒》（The Curse of Rocky Colavito）中，詳細記載了這次交易之後長達數十年的惡運。他們在1960年代還先後送走湯米·約翰、路易斯·提安（Luis Tiant）和盧·皮涅拉，但幾乎沒換回什麼。
1970年代的狀況並沒有更好；球隊又送走葛瑞格·尼特斯（Graig Nettles）、克里斯·錢伯里斯（Chris Chambliss）、丹尼斯·艾克斯利（Dennis Eckersley）和巴迪·貝爾（Buddy Bell）等好手。由於農場系統無力培養新秀，球隊也越來越無法自拔。從1969到1975年，印地安人的勝率始終低於五成；最低潮的一刻，則是1974年球季一場對德州遊騎兵的比賽中，構想拙劣的十分錢啤酒之夜推銷，最終演變成暴動和沒收比賽。球隊在1975年找來法蘭克·羅賓森，擔任大聯盟史上第一位黑人總教練（他也是大聯盟球員兼任總教練的最後一代），但球隊仍然不振，他也於1977年去職。
1980年代倒是出現了一些亮點：多采多姿的喬·夏伯諾（Joe Charboneau）獲選為1980年美聯年度最佳新人，1981年5月15日，連恩·巴克（Len Barker）也對多倫多藍鳥演出完全比賽。不幸的是，夏伯諾為傷所困，1982年就從棒球界銷聲匿跡；接著，連《運動畫刊》封面詛咒也在1987年纏上了印地安人。1986年，印地安人的勝率繼1979年後再次突破五成大關，於是《運動畫刊》預測印地安人會在1987年贏得美聯東區冠軍；結果印地安人那一年輸了101場，排名再次墊底。事實上，在大聯盟的雙分區時代裡（1969到1993年），印地安人是僅有的三支從未拿過分區第一的球隊之一。
1989年，一支虛構的克里夫蘭印地安人成了電影《大聯盟》（Major League）的主角；這支無藥可救的克里夫蘭球隊在故事中鹹魚翻身，最後一舉奪冠。
1992年，《棒球美國》（Baseball America）將印地安人評為「年度最佳球團」，儘管才剛做過另一次不受歡迎的交易（喬·卡特（Joe Carter）交換卡洛斯·貝爾加（Carlos Baerga），以及山迪·阿洛瑪（Sandy Alomar）），但他們似乎已經開發出幾個攻擊重心，農場系統也成長茁壯。阿洛瑪在那年成為印地安人隊史上第四位年度最佳新人，新任總教練麥克·哈格洛夫（Mike Hargrove）日後也成為1990年代最成功的教練之一。
球隊在1993年春訓期間遭遇不幸，史帝夫·奧林（Steve Olin）、提姆·克魯斯（Tim Crews）和鮑伯·奧赫達（Bob Ojeda）三人駕駛的遊船撞上防波堤。奧林和克魯斯當場死亡，奧赫達重傷。（奧赫達錯過了大半個球季，並於隔年退休。）
經營團隊的頻繁更迭對印地安人也毫無幫助。1966年，戴利的團隊將球隊賣給經營冷凍食品事業「史陶佛食品」的百萬富翁維農·史陶佛（Vernon Stouffer）。在史陶佛買下球隊之前，傳聞印地安人即將因為票房太差而搬離克里夫蘭。然而，史陶佛在棒球之外的事業卻經商失利，球隊也因而現金短缺。1972年，史陶佛將球隊轉賣給戲院經理人尼克·米利提（Nick Mileti） （页面存档备份，存于）的團隊。
僅僅五年之後，米利堤團隊再將球隊變賣給貨運大亨史帝夫·歐尼爾（Steve O'neill）的財團，這個團隊的其中一員是曾任印地安人、紅人和洋基等球團領隊的蓋比·保羅（Gabe Paul）。歐尼爾於1983年去世，球隊由其子派崔克（Patrick）領銜的託管委員會營運。派崔克·歐尼爾在1983年就打算賣掉球隊，但一直找不到合適的買主，直到1986年才由理查和大衛·傑克布斯兄弟（Jacobs brothers）買下來。

### 1994年-2001年：全新的開始

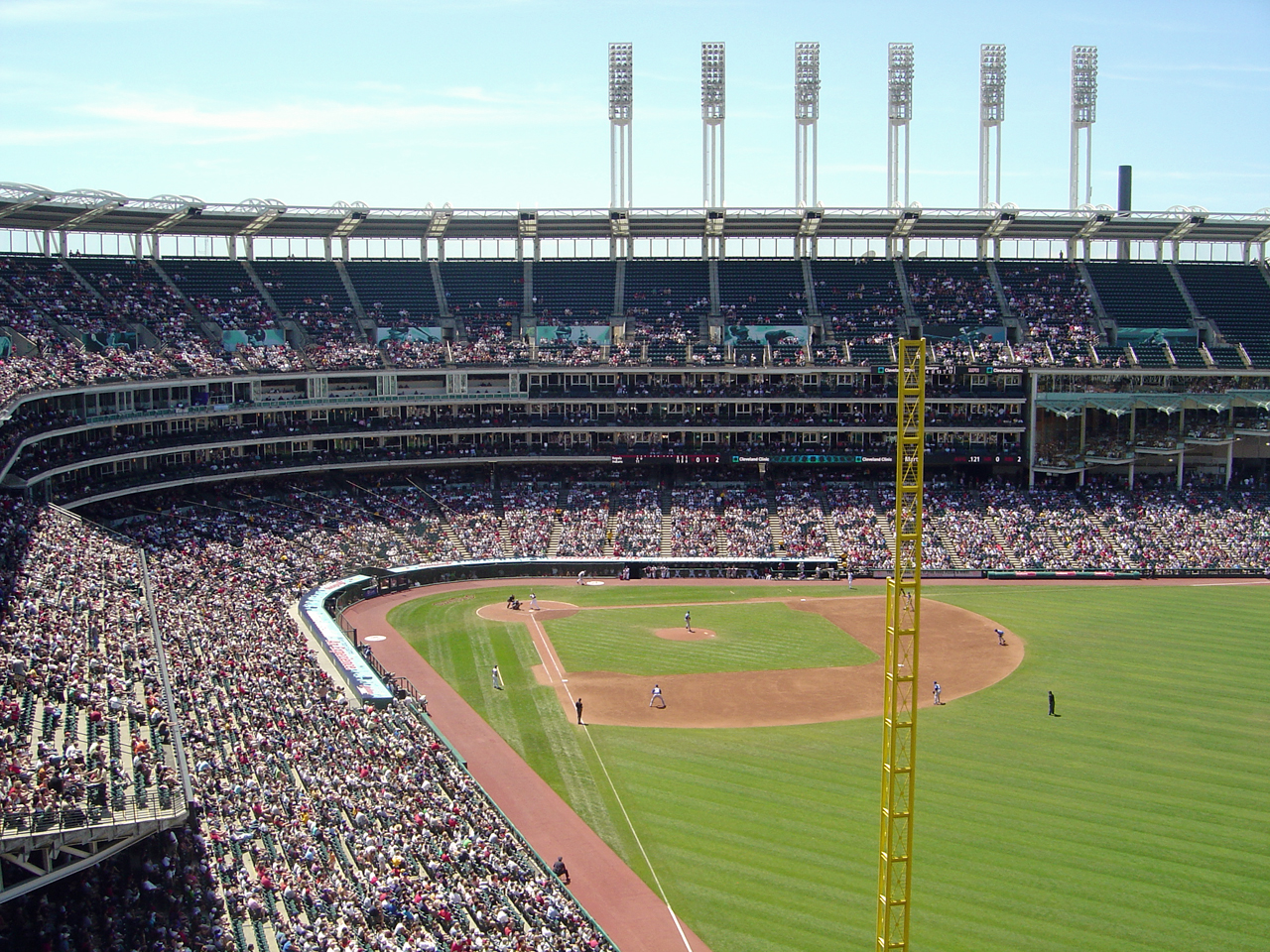
傑克布斯球場

印地安人領隊約翰·哈特（John Hart）和老闆理查·傑克布斯決心要扭轉球隊的命運。當印地安人以全新的傑克布斯球場揭開1994年球季的序幕，他們的目標是要比前一年的第六名墊底更進步；結果，在球員罷工開始，球季宣告中斷的8月12日，印地安人在新成立的美聯中區只落後芝加哥白襪一場。

#### 1995年球季：繼1954年之後再次稱霸聯盟
既已從提前中止的1994年踏上爭冠之路，克里夫蘭在1995年更進一步，以100勝44敗的戰績（勞資談判過程損失掉18場比賽，所以只打144場）贏得隊史第一座分區冠軍，團隊打擊率和投手防禦率也雙雙稱霸美聯。這一年的勝利大半要歸功於強打者亞伯特·貝爾（Albert Belle）、吉姆·湯米（Jim Thome）、曼尼·拉米瑞茲（Manny Ramirez），以及投手查爾斯·納吉（Charles Nagy），以及關鍵的補強，如投手丹尼斯·馬丁尼茲（Dennis Martinez）、一壘手艾迪·莫瑞（Eddie Murray），卡特交易換來的阿洛瑪和貝爾加，以及從休士頓換來的中外野手肯尼·洛夫頓（Kenny Lofton）。他們在分區賽（Division Series）擊敗波士頓紅襪，美聯冠軍戰（ALCS）打敗西雅圖水手，繼1954年之後首度重返世界大賽。儘管印地安人在世界大賽以二勝四敗不敵亞特蘭大勇士，1995年仍是他們值得紀念的一年；除了拿下100勝，球迷也熱情響應；長久以來始終是票房毒藥的印地安人隊，從這一年6月12日開始，主場的每一場比賽票房都銷售一空，並且從1995到2001年創下連續455場滿場紀錄。

#### 1996年球季
印地安人在1996年衛冕中區成功，但在分區系列戰以一勝三敗輸給巴爾的摩金鶯。

#### 1997年球季：只差兩出局
他們在1997年一開始戰績平平，但卻以86勝75敗的戰績結束正規球季，連續第三年稱霸中區；隨後，他們在分區系列戰大爆冷門，以三勝兩敗淘汰了普遍看好的紐約洋基。在美聯冠軍戰報了前一年金鶯的一箭之仇以後，他們在與佛羅里達馬林魚的世界大賽中，結束了悲喜交集的一季。在這個戲劇化，怪事不斷上演（例如：世界大賽史上氣溫最低的一場比賽）的系列戰中，印地安人迷明白，洛基·柯拉維托的詛咒還沒有失效：第七戰進入九局下半，印地安人仍領先一分，但馬林魚隊隨即追平；這一分正是計在被許多印地安人迷視為敗戰元凶的救援投手荷西·梅薩（Jose Mesa）帳上。接著在11局下半，艾德加·倫特利亞（Edgar Renteria）一棒敲出穿越救援投手查爾斯·納吉手套的再見安打，為馬林魚隊送回了奪冠的一分打點。
這使印地安人成為世界大賽史上第一支在第七戰九局下仍保持領先，最終卻輸掉冠軍的隊伍。而在印地安人游擊手歐瑪·維茲蓋爾（Omar Vizquel）2002年發表的自傳中，他將敗戰的責任直接歸咎於梅薩，也引發兩人的衝突。（页面存档备份，存于）

#### 1998年-2001年
1998年，印地安人試圖在四年內第三次挑戰世界冠軍，但卻在美聯冠軍戰不敵洋基。1999年的分區系列戰，則上演了大聯盟季後賽史上最驚人的一次大逆轉；在第三戰前取得兩勝零敗絕對優勢的印地安人，最終卻連敗給紅襪三場而慘遭淘汰。這場崩盤使得總教練麥克·哈格洛夫（Mike Hargrove）被撤換。
2000年的印地安人起步跌跌撞撞，明星賽前戰績只有44勝42敗。但他們隨即迎頭趕上，在下半季拿下46勝30敗，以90勝72敗作收；不幸的是，這樣的戰績還是無緣進軍季後賽，他們在分區落後芝加哥白襪五場，外卡也落後西雅圖水手一場。同年，賴瑞·杜蘭（Larry Dolan）以三億兩千三百萬美元從理查·傑克布斯手裡買下印地安人隊；理查和他已故的兄弟大衛在1986年只花了3500萬美元就買下這支球隊。
印地安人在2001年又重返強隊之林。在曼尼·拉米瑞茲投身自由球員市場，並且不和深受球迷喜愛的小山迪·阿洛瑪（Sandy Alomar, Jr.）續約之後，印地安人找來了得過最有價值球員（MVP）的璜·岡薩雷茲，他也在印地安人隊打下生涯最好的一季；球隊也以91勝71敗重回中區王座。這一年最精采的一幕，是在8月5日ESPN全國轉播的比賽中，印地安人從12分落後一舉追平，並在延長賽擊敗水手。這一戰從此被稱為不可能的大逆轉。但他們在季後賽卻活不久，首輪就被戰績刷新大聯盟紀錄的水手掃地出門。

### 2002年至2010年：夏皮洛（Mark Shapiro）時代
2001年季後，領隊約翰·哈特辭職，副領隊馬克·夏皮洛（Mark Shapiro）繼任。夏皮洛決定要汰換日益老化的印地安人陣容，以小聯盟的年輕新秀為中心重建球隊戰力。這使克里夫蘭球迷群情激憤，印地安人的戰績也在2002到2003年跌跌撞撞，勝少敗多。
2002年，夏皮洛以深受球迷喜愛的王牌投手巴特羅·柯隆，換來當時沒沒無聞的布蘭登·菲利普斯（Brandon Phillips）、克里夫·李和格雷迪·塞斯摩尔。他也用萊恩·德瑞斯（Ryan Drese）從德州遊騎兵換來崔維斯·哈夫納（Travis Hafner），並以年老的先發投手查克·芬利（Chuck Finley）向聖路易紅雀換得可可·克里斯普。
到了2004年，這些年輕的新秀終於開始嶄露頭角，印地安人也展現強悍的打擊威力，甚至曾以22:0擊敗紐約洋基。然而，牛棚卻是他們最大的致命傷；他們在這一年搞砸了20幾場救援成功，印地安人最後也只獲得80勝82敗。
2005年季初的印地安人陷入貧打狀態，得分能力不如去年。但他們的攻擊火力很快就復甦，從六月中的九連勝開始，印地安人就勝多於敗；在七月短暫的低潮之後，印地安人隊在八月再度展開狂飆，將白襪在美聯中區15場半的領先差距一路追到只剩一場半。可惜印地安人在最後七場比賽輸掉六場，其中五場更以一分差輸球，從而以兩場之差被拒於季後賽門外。
2006年球季開始前，印地安人以球迷寵兒可可·克里斯普，連同救援投手大衛·瑞斯克（David Riske）和捕手乔什·巴德和波士頓紅襪換來救援投手吉勒莫·莫塔（Guillermo Mota）、三壘手新秀安迪·馬泰（Andy Marté）、捕手新秀凱利·夏佩克（Kelly Shoppach），以及現金和另一位稍後指名的球員；同時再把亞瑟·羅德斯（Arthur Rhodes）拿去和費城費城人換外野手傑森·麥可斯（Jason Michaels）。球隊也簽下保羅·柏德（Paul Byrd）和傑森·強生（Jason Johnson），接替凱文·密爾伍德（Kevin Millwood）和史考特·艾拉頓（Scott Elarton）出走留下的先發輪值空缺。球季中從季後賽競爭行列被淘汰出局之後，夏皮洛又送走艾德亞多·裴瑞茲（Eduardo Perez）、鮑伯·魏克曼（Bob Wickman）、班·布洛沙德（Ben Broussard）和隆尼·貝里亞德（Ronnie Belliard）等老將，以換取更年輕的選手和小聯盟新秀。崔維斯·哈夫納和格瑞迪·賽茲摩爾今年的表現都創下生涯新高，但牛棚持續不振，又搞砸了23場領先。
2007年球季開始前，夏皮洛簽下幾位老將，以補強牛棚和外野戰力。老將阿倫·富茲（Aaron Fultz）、喬·波羅斯基（Joe Borowski）和拉斐爾·貝坦柯特（Rafael Betancourt）合力組成牛棚防線；夏皮洛也以短期合約簽下右外野手特洛特·尼克森（Trot Nixon）和左外野手大衛·德魯奇（David Dellucci），為打線提供老將的領導能力。印地安人的戰績比起前一年也突飛猛進，在明星賽之前排名分區第二。球隊也在七月下旬第三度找回肯尼·洛夫頓。9月23日，印地安人以6:2戰勝運動家，拿下13年來的第七座分區冠軍。這也是印地安人隊自2001年以來首度重返季後賽。

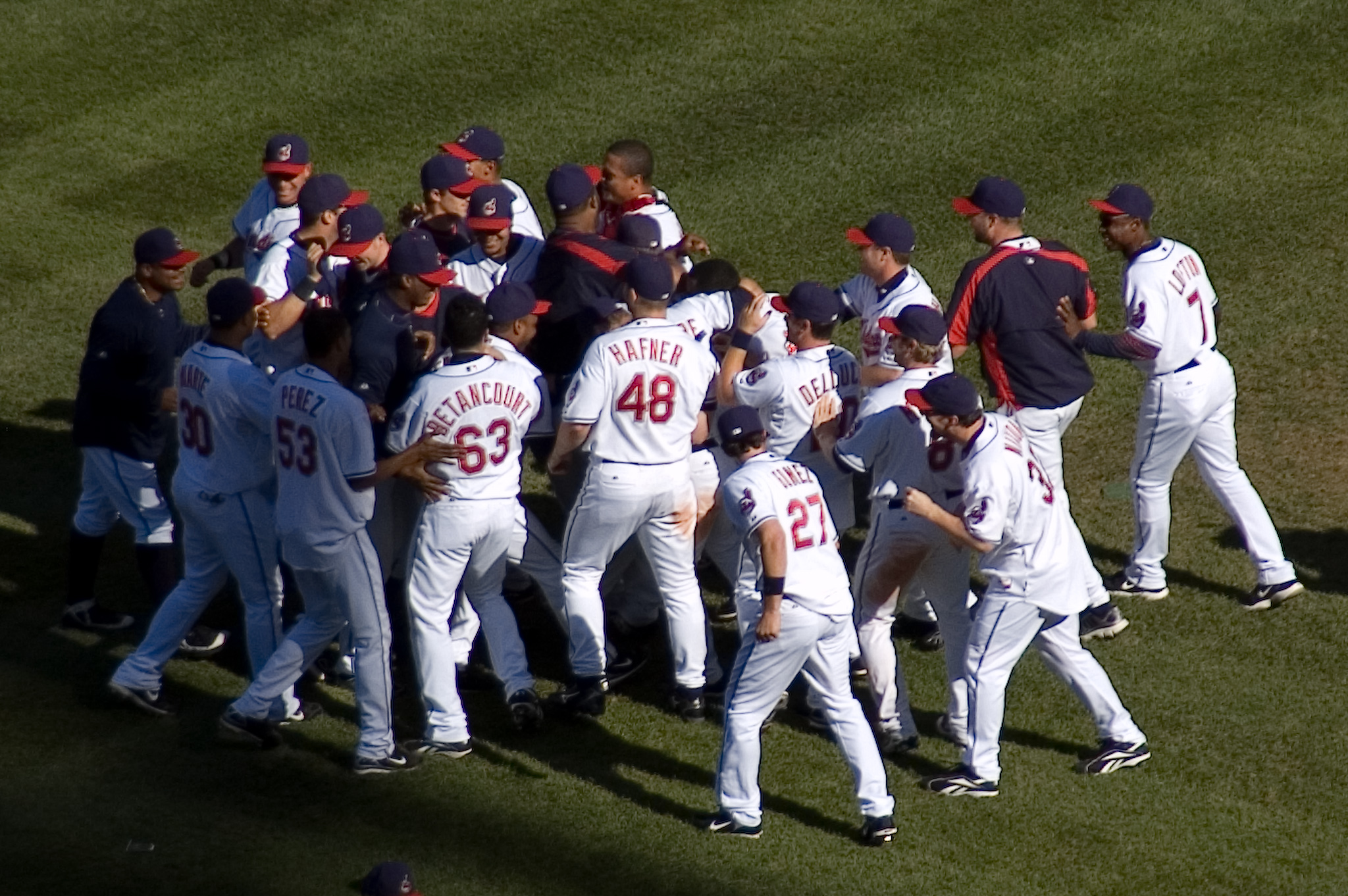
2007年，印地安人隊力克運動家奪下分區冠軍。

踏上季後賽之旅的印地安人，也在美聯分區赛中，以令人刮目相看的三勝一敗淘汰紐約洋基；接著在美聯冠軍戰遭遇波士頓紅襪，但卻在取得三勝一敗，只差一勝就能進軍世界大賽的優勢之下，反以三連敗遭逆轉淘汰。

### 2013年-2023年：弗蘭克納掌軍

#### 布蘭特利時代
2013年球季前印地安人找來前紅襪總教練特里·弗蘭克納，在球季開始後不被外界看好的印地安人，竟然在Tito帶領下打出92勝70敗的成績拿下美聯第一張外卡，迎戰在外卡加賽以5：2擊敗遊騎兵的光芒，但最終印地安人以0:4落敗，只能眼看光芒搭上前往波士頓的班機。
2014、15年最大的亮點莫過於麥可·布蘭特利(Michael Brantley)，在進攻端給予投手兇猛的火力支援，打擊率維持在三成上下，是當時最強的外野手之一；可惜當球隊竄起，克魯柏等人嶄露鋒芒時，因傷無法正常出賽。

#### 2016年：騎士的加持
經過2年的死寂，儘管季前不受外界看好，白襪又在開季的第一個月一枝獨秀，但印地安人的鄰居，NBA克里夫蘭騎士卻在此時送上一份大禮-他們在NBA總冠軍賽上克服場數1勝3敗的劣勢，三連勝金州勇士逆轉奪冠。這份大禮徹底點燃印地安人的火力，讓他們靠著創下隊史紀錄的14連勝站上分區龍頭。而球隊也在季中交易梭哈，補上牛棚活棋安德魯·米勒和魔球軍團隊長可可·克里斯普;而超級新秀法蘭西斯科·林多爾更是印第安人整季活躍的原因之一。
2016年9月26日，印地安人以7:4戰勝底特律老虎，拿下美聯中區冠軍；這也是印地安人自2007年以來首度以分區冠軍晉級季後賽。ALDS印地安人以直落三橫掃紅襪；美聯冠軍賽球隊牛棚展現了驚人的實力，不但吃了大量局數，更是將藍鳥的打者們徹底封鎖，尤其季中交易過來的安德魯·米勒更是表現優異，接連的以三振讓藍鳥打者出局，也實至名歸獲得了美聯冠軍賽MVP，最終印地安人以4勝1敗擊敗多倫多藍鳥，挺進睽違19年的世界大賽，與芝加哥小熊爭奪世界大賽冠軍，可惜在3勝1敗聽牌時，被對方三連勝逆轉，最終只能望著小熊在自家主場打破山羊魔咒。

#### 2017年：創下連勝紀錄、卻重演被逆轉戲碼
儘管去年世界大賽G7在主場落敗的苦澀還沒消除，印地安人依舊相信勝利(例如2015年的堪薩斯市皇家)。也因此，印地安人從藍鳥挖來埃德溫·恩卡納西翁，讓打線更加恐怖。
儘管前半段賽季同區的雙城和皇家咬得非常緊，但笑臉人靠著傲人的投打戰力，依然能擔任領頭羊。8月24日開始，印地安人拉出一波瘋狂連勝，徹底甩開競爭對手，迅速為衛冕美中冠軍立下紮實基礎。9月13日，以5:3打敗老虎，拿下21連勝，超越2002年運動家的20連勝，刷新了美聯最長連勝紀錄。9月14日面對皇家，9局下半原以1比2落後，但是靠著Francisco Lindor關鍵二壘安打追平比數，10局下靠著季中從紐約大都會挖來的傑·布魯斯打出再見2壘安打以3比2氣走皇家，22連勝打破了1935年芝加哥小熊的21連勝紀錄，成為了大聯盟史上最長純連勝紀錄的隊伍，也確定拿到季後賽門票。
儘管無緣挑戰包含和局在內的連續不敗紀錄，但這波22連勝對印地安人的士氣起了重大的鼓舞作用。最後也順利完成美中2連霸，成為美聯最快出爐的分區冠軍。在紅襪擊敗太空人，完成美東2連霸後，印地安人確定成為美聯第1種子，迎戰從外卡割喉戰脫穎而出的洋基。印地安人前兩戰順利聽牌，卻再度於分區系列賽浪費2勝0敗領先，連續兩年季後賽都以3連敗收場，悲情結束2017年球季。

#### 2018年：美中三連霸，強碰衛冕軍
先發投手群強大的宰制力，讓印地安人成為史上第1支單季擁有4位200+K先發投手的球隊（上個賽季印地安人Trevor Bauer再多送4K的話，就能成為史上第4支擁有單季200+K先發投手的球隊）。雖然鐵牛棚本季稍微生鏽，不過美中其餘隊伍競爭力不夠，連雙城都被打回原形，完成季中補強後的印地安人，拿下分區冠軍與季後賽門票只是時間上的問題而已。
9月14日，印地安人以15：0痛宰老虎，完成美中3連霸，同時也是本季最快出爐的分區冠軍。
但是正因為美中其餘4隊都極度缺乏競爭能力，印地安人的季後賽戰力不免讓人擔憂，結果在ALDS遇上衛冕軍太空人，印地安人遭到直落3橫掃。

#### 2019年
由於印地安人在跨聯盟比賽以2:8輸給國民，加上光芒6:2擊敗藍鳥，確定中斷連續三年晉級季後賽。

#### 2021年
2020年12月，克里夫蘭印地安人宣佈2021年賽季將持續保持隊名「印地安人」。2021年7月，克里夫蘭印地安人宣佈2021年賽季結束之後將更名為「守護者」（Guardians），新隊名取自進步球場附近一座霍伯紀念大橋兩端豎立的交通守護者（Guardians of Traffic）石像。

#### 2022年
9月25日，守護者以10：4打敗遊騎兵，以86勝67敗摘下美聯中區冠軍，這是他們2018年以來再次封王。前一次他們還叫做印地安人，這是在改名之後的「守護者元年」隨即稱霸分區。守護者開季前被看衰達不到5成勝率，結果是美中其餘4隊的白襪（上季分區冠軍）、雙城、皇家、老虎全都不到5成，僅有守護者1隊晉級季後賽。
守護者新秀奧斯卡（Oscar Gonzalez）於延長賽15局下以再見陽春砲，打破了大聯盟史上最長的無得分季後賽比賽，助隊以1：0戰勝光芒，在外卡系列戰兩戰橫掃對手晉級，將在分區系列賽對抗洋基隊。
系列賽第1戰，洋基先發投手柯爾（Gerrit Cole）展現王牌本色，主投6.1局飆出8次三振僅失1分力壓守護者昆崔爾（Cal Quantrill）。儘管亞裔新秀史蒂芬·關（Steven Kwan）在兩壞球之後等到一顆紅中的速球，轟出陽春全壘打，但這也是守護者全場唯一分數，加上洋基貝德（Harrison Bader）與安東尼·瑞佐開轟助威，終場守護者以1：4吞下系列賽首敗。
系列賽第2戰，守護者首局就被條紋軍「怪力男」史坦頓(Giancarlo Stanton)的2分全壘打先馳得點，開賽處於落後的守護者沒有氣餒，彌補這2分差距後將戰局帶進延長賽，10局上半再藉由洋基傳球失誤攻下超前分，最終守護者以4比2帶走勝利，將系列賽扳成1比1平手。
系列賽第3戰，雙方打得有來有往，其中7個半局有得分出現，和另外一邊18局大戰（17局無得分）的太空人與水手正好相反。洋基雖然發揮拿手的全壘打攻勢，包含賈吉（Aaron Judge）、卡布瑞拉（Oswaldo Cabrera）、貝德（Harrison Bader）各自開轟，但是牛棚9局下起火。加上守護者菜鳥奧斯卡岡薩雷茲（Oscar Gonzalez）在滿壘時擊出再見安打，幫助球隊6比5擊退洋基，分區賽取得2勝1負聽牌。
系列賽第4戰，洋基王牌投手柯爾（Gerrit Cole）先發7局只失兩分，守護者先發康崔爾被揮出4支安打、失3分，終場守護者2：4落敗，生死第5戰將回紐約主場進行，勝隊晉級美聯冠軍賽。
系列賽第5戰，守護者先發投手Aaron Civale開賽就出狀況，面對前三位打者就投出兩次保送，接著對上下一棒Stanton又是兩顆壞球走在前面，結果第三球修正到好球帶外側被Stanton逮個正著，一棒轟上右外野觀眾席助洋基取得3分領先。下一局手感逐漸加溫的Judge再補上一發右外野陽春彈將分差拉開到4比0。3局上半輪到守護者回敬一波滿壘攻勢，然而僅僅靠著Jose Ramirez的高飛犧牲打拿下1分，比數形成1比4。5下Gleyber Torres開局先獲保送，隨即盜上二壘。1出局後安東尼·瑞佐面對剛換上來的守護者投手James Karinchak的一顆96英里（約154公里）速球直接掃成中外野平飛安打送回Torres，洋基領先再回到4分。洋基先發投手Cortes在完成5局任務後退場，接替的牛棚Jonathan Loáisiga、Clay Holmes及「天天塔」Wandy Peralta合力守成，終場守護者就以1比5遭到淘汰，無緣美聯冠軍系列賽。

### 2023年
2023年，球季結束，總教練特里·弗蘭克納請辭，結束其十一年任期。11月6日，守護者宣布聘任西雅圖水手教練史蒂芬·沃特為新任總教練。

## 花絮
- 印地安人自1960到1980年代缺乏競爭力，而成了笑話的題材。那時最經典的一個笑話是：法官在一對夫妻的監護權官司裡問他們的孩子，他比較想跟誰住在一起。孩子說：兩個都不要，他們都會打我。於是法官問他想要和誰生活，孩子的答案是：「克里夫蘭印地安人，因為他們不打任何人。」（這個笑話也適用於芝加哥小熊。）俄亥俄州的杉点乐园裡有個遊樂設施，是一艘明輪船在十八世紀的場景裡航行，包括一群機械操作的、面露凶光的印地安人。而導遊經常這麼說：「大家不要怕。他們一點都不危險。他們是克里夫蘭印地安人。」
- 1962年4月，印地安人以哈利·奇帝（Harry Chiti）和紐約大都會交換一名稍後指定的選手。結果到了6月，只在大都會打了15場的奇帝，成了這次交易中大都會指名換給印地安人的選手。
- 1965到1969年，待過印地安人的外野手瑞奇·薛恩布倫（Rickie Scheinblum）開玩笑：「也許我們應該把隊名改成克里夫蘭公用事業公司（Cleveland Utility Company）。我們這裡都是工具人（utility players）。」意思是說，這些被放上名單的球員都可以打好幾個位置，但沒有一個位置打得特別好。
- 1974年6月4日，印地安人舉辦10分錢啤酒之夜，但球迷醉酒鬧事，使這場對德州遊騎兵的比賽被沒收。但巧合的是，自從那次暴動後，反而激起附近球迷對印地安人的認同感。
- 1981年，當時擔任奧克蘭運動家轉播員的朗·西蒙斯（Lon Simmons）告訴聽眾：「這場比賽打完，運動家隊要前往克里夫蘭。只是因為投票結果13票贊成，12票反對，他們才決定上路。」這句話的意思是說，儘管運動家正在爭取季後賽資格，最後也真的拿下分區冠軍，但他們寧可讓系列戰的每一場比賽都被沒收，也不願意走一趟克里夫蘭；不是因為他們太害怕這一年照舊戰績不振的印地安人隊，而是這個城市實在太令人厭惡。
- 就在同一個球季，曾經打過印地安人，後來被交易到紐約洋基的三壘手葛瑞格·尼特斯（他的大聯盟生涯是從明尼蘇達雙城開始的），在球隊包機上透過廣播系統告訴大家：「我們即將降落在克里夫蘭。請將手錶往回撥42分鐘。」
- 1989年的電影《大聯盟》是以小說化之後的印地安人隊為題材，由查理·辛、湯姆·貝林傑主演。續集和第三集先後在1994和1998年上演。
- 鮑伯·霍伯持有印地安人隊的一小部分股票，1993年印地安人最後一次在克里夫蘭體育場舉行主場球賽時，他也曾參與當天的儀式。
- 卡洛斯·貝爾加是史上第一位在同一局中從左打區和右打區各敲出一支全壘打的打者，他在1993年4月8日迎戰紐約洋基隊的第七局，從史帝夫·郝爾（Steve Howe）和史帝夫·法爾（Steve Farr）兩位投手手上完成這個創舉。至今為止，唯一重演這項難得紀錄的是芝加哥小熊隊的馬克·貝爾洪（Mark Bellhorn），他在2002年8月29日對密爾瓦基釀酒人的第四局完成。
- 克里夫蘭的家鄉英雄，喜劇明星杜魯·卡瑞（Drew Carey）在1995年為他新上映的情境喜劇「杜魯·卡瑞劇場」（The Drew Carey Show）宣傳時，也取笑了大聯盟其他球隊。他在預告片裡經常講一句家喻戶曉的台詞：「總算輪到你們當爛隊了！」（Finally, it's your team that sucks!）
- 2001年8月5日，印地安人演出大聯盟史上最大的一次逆轉勝利。在第四局以0:12，第六局以2:14遙遙落後西雅圖水手的情況下，演出絕地大反攻，最終在延長賽第11局以15:14反敗為勝。這場比賽因此被棒球迷稱作不可能的大逆轉。
- 2004年8月31日，印地安人以22:0痛宰紐約洋基隊。這是洋基隊史上最慘痛的一場敗仗。歐瑪·維茲蓋爾單場擊出六支安打，追平大聯盟單場九局比賽的個人最多安打紀錄。這是洋基隊自1928年7月29日以6:24敗給印地安人隊以來，輸的最難看的一場球。 （页面存档备份，存于）
- 2006年7月4日，印地安人又以19:1狂勝紐約洋基，而這一天正是洋基隊老闆喬治·史坦布萊納（George Steinbrenner）的生日。這兩場對紐約的大勝，先發投手都是傑克·韋斯布魯克（Jake Westbrook）。這是洋基隊史上差距第二大的一面倒慘敗，排名第一的正是2004年那場0:22完封。
- 2006年9月2日，內野手凱文·柯茲曼諾夫（Kevin Kouzmanoff）成為大聯盟有史以來第三個在生涯首打席就轟出滿貫全壘打的選手，以及第一個把生涯首打席第一球打成滿貫全壘打的人。
- 2006年12月21日，印地安人宣佈將自 2008 年起將春訓基地從佛州的 Winter Haven 移往亞利桑那的 古德伊爾 （Goodyear，位於鳳凰城西郊的山谷地帶），並且在 2009 年春訓時，轉換到仙人掌聯盟 （Cactus League）比賽。
- 2007年4月9日，印地安人隊宣佈，由於克里夫蘭地區下大雪，印地安人將在密爾瓦基和洛杉磯安那罕天使進行「主場」系列戰。對西雅圖的主場開幕四連戰由於大雪而取消。印地安人在米勒球場的系列戰取得三戰兩勝，贏了第一場和第三場。當喬·波羅斯基（Joe Borowski）在印地安人贏球的比賽，於第九局站上密爾瓦基的投手丘，廣播系統就會播放「野小子」（Wild Thing）這首歌，向電影《大聯盟》致意；這部電影雖然是印地安人隊的故事，但拍攝工作是在密爾瓦基的舊郡立球場（County Stadium）完成的。
- 球隊最早的主場聯盟球場的一部分建築，至今仍座落在東六十六街和萊辛頓大道口，位於克里夫蘭市的霍夫區（Hough neighborhood）。球隊的售票處和右外野磚牆的一部分都還存在。至於球隊的第二個主場克里夫蘭體育場則已不復存在，現在是克里夫蘭布朗體育場的所在地。
- 昔日的在夏季的夜間比賽時，時常被來自伊利湖岸，被燈光吸引而群聚球場中的蚊蠅、飛蟲襲擾。2007年10月5日的分區冠軍戰第二場，則不免令人想起舊體育場的往事：群聚而來的飛蟲佔滿整個球場，使得比賽不得不幾度暫停，以噴灑殺蟲劑。這些飛蟲被電視轉播員稱為加拿大兵（Canadian Soldiers），但它們實際上是蚊蟲。

## 球員

### 美國職棒名人堂球員
主要因為在印地安人的表現而入選：

- 厄爾·艾佛瑞爾
- 盧·布德羅
- 史丹·柯弗列斯基
- 賴瑞·多比(Larry Doby)
- 鮑伯·費勒
- 埃爾默·弗里克
- 艾迪·喬斯
- 納普·拉傑威
- 鮑伯·雷蒙
- 艾爾·羅培茲
- 喬·休威爾
- 特里斯·史畢克
- 厄里·溫恩

其他和印地安人有關的名人堂球星：
- 史提夫·卡爾頓
- 丹尼斯·艾克斯利
- 拉爾夫·基納
- 艾迪·莫瑞
- 哈爾·紐豪瑟
- 菲爾·尼可羅
- 薩奇·佩吉
- 蓋羅德·派瑞
- 山姆·萊斯
- 法蘭克·羅賓森
- 霍伊特·威爾海姆(Hoyt Wilhelm)
- 戴夫·溫菲爾德
- 賽·揚

## 退休球衣號碼
- 3 厄爾·艾佛瑞爾(Earl Averill)，外野手(1929年-1939年)
- 5 盧·布德羅(Lou Boudreau)，游擊手(1938年-1950年)；總教練(1942年-1950年)
- 14 賴瑞·多比(Larry Doby)，外野手(1947年-1955年, 1958年)；教練(1974年)
- 18 梅爾·哈德(Mel Harder)，投手(1928年-1947年)；教練(1947年-1963年)
- 19 鮑伯·費勒(Bob Feller)，投手(1936年-1956年)
- 21 鮑伯·雷蒙(Bob Lemon)，投手(1941年-1958年)；教練（1960年）
- 42 傑基·羅賓森(Jackie Robinson)（所有美國職棒大聯盟隊伍都將此號碼退休）
- 455 印地安人隊球迷（代表1995年到2001年傑克布斯球場連續滿場紀錄）

## 其他貢獻者
- 比爾·維克

## 單季紀錄
- 全壘打: 吉姆·湯米 (52, 2002年)
- 打點: 曼尼·拉米瑞茲 (165, 1999年)
- 打擊率: 喬·傑克森 (.408, 1911年)
- 安打: 喬·傑克森 (233, 1911年)
- 得分: 厄爾·艾佛瑞爾 (140, 1931年)
- 二壘打: 喬治·伯恩斯 (64, 1926年)
- 三壘打: 喬·傑克森 (26, 1912年)
- 盜壘: 肯尼·洛夫頓 (75, 1996)
- 連續安打場次: 小山迪·阿洛瑪 (30場, 1997年)
- 被三振: 吉姆·湯米 (185, 2001年)
- 勝場: 吉姆·巴格比 (31, 1920年)
- 奪三振: 鮑伯·費勒 (348, 1946年)

## 附属小联盟球队
- AAA：哥倫布快艇 (Columbus Clippers), 國際聯盟 (International League)
- AA：阿克倫橡皮鴨 (Akron RubberDucks), 东方联盟 (Eastern League)
- 高階1A：萊克縣隊長 (Lake County Captains)，中西聯盟 (Midwest League)
- 1A：林奇堡山貓 (Lynchburg Hillcats), 卡羅萊納聯盟 (Carolina League)
- 新秀：ACL守護者 (ACL Indians) ，亞利桑那聯盟 (Arizona League)
- 新秀：DSL守護者 (DSL Indians)，多明尼加夏季联盟 (Dominican Summer League)

## 廣播與電視轉播
印地安人隊的旗艦電台，是位於1100 AM的新聞／評論電台WTAM。電台播音員是湯姆·漢彌爾頓(Tom Hamilton)和麥克·希根(Mike Hegan)。當大聯盟球賽與克里夫蘭騎士隊的季後賽衝突，WTAM會轉播籃球，原定轉播的棒球賽則可在FM 100.7的WFFM電台收聽。
電視轉播權則由印地安人隊自2006年開播的俄亥俄體育時報(SportsTime Ohio)電視台獲得，麥特·安得伍德(Matt Underwood)和瑞克·曼寧(Rick Manning)是138場例行賽轉播的雙主播。每年也會有20場例行賽在無線台，由第三頻道國家廣播公司(NBC)旗下的WKYC新聞台轉播，這時的主播則是曼寧和體育新聞主播吉姆·唐納文(Jim Donovan)。而在哥倫布53台WWHO，利瑪35台WLIO，賓州伊利(Erie, PA)的12台WICU-TV（或35台WSEE-TV），紐約州水牛城的67台WNGS，楊斯頓的62台WYFX-LP，賓州默瑟(Mercer, PA)的17台WFXI-CA，以及托萊多的BCSN等台，也都看得到電視轉播球賽。
曾經為印地安人隊轉播球賽的人，還包括湯姆·曼寧，傑克·葛蘭尼(Jack Graney，他也是第一位轉任現場主播的退役球員)，傑克·柯瑞根(Jack Corrigan，目前為科羅拉多洛磯隊服務)，1997年獲頒福特·弗立克獎(Ford Frick Award)的吉米·達得利(Jimmy Dudley)，還有肯·柯曼(Ken Coleman)、喬·卡斯提里奧尼(Joe Castiglione)、范·派崔克(Van Patrick)、喬·泰特(Joe Tait)、吉姆·「泥鰍」·葛蘭特(Jim "Mudcat" Grant)、哈利·瓊斯(Harry Jones)、洛基·柯拉維托，以及為印地安人轉播了34年的赫伯·史寇(Herb Score)。

### 腳註
1. ↑  . Indians.com. MLB Advanced Media.   [March 23, 2016]. （原始内容存档于August 25, 2010）. The Naps lost a then franchise record 102 games in 1914 and attendance sank to disastrous lows as the Lajoie era in Cleveland came to a close. Lajoie's departure, following the 1914 season, prompted a name change for the Cleveland franchise. On January 17, two Cleveland newspapers (The Leader and The Plain Dealer) reported that Indians had been chosen to replace Naps. The Plain Dealer said, "President Somers invited the Cleveland baseball writers to make the selection. The title of Indians was their choice, it having been one of the names applied to the old National League club of Cleveland many years ago." When Chief Sockalexis first arrived, baseball in Cleveland suffered an abrupt downturn in fortune. Now, the Indians would rise to glory with a new owner and star player.
2. ↑  （Pluto, 1999）
3. ↑  .   [2007-10-15]. （原始内容存档于2007-10-12）.
4. ↑  .   [2007-03-06]. （原始内容存档于2007-03-06）.
5. ↑  .   [2007-08-27]. （原始内容存档于2016-02-05）.
6. ↑  .   [2007-08-27]. （原始内容存档于2007-10-12）.
7. ↑  Lisa DeMaio Brewer, Wilkes, N.C. Record[永久]
8. ↑  .   [2007-10-12]. （原始内容存档于2007-12-12）.
9. ↑  .   [2007-10-12]. （原始内容存档于2008-12-11）.
10. ↑  .   [2007-11-05]. （原始内容存档于2008-04-15）.
11. ↑  Tom Withers. . Associated Press. 2020-12-15  [2021-07-23]. （原始内容存档于2021-08-10）.
12. ↑  Tom Withers. . Associated Press. 2021-07-23  [2021-07-23]. （原始内容存档于2021-08-09）.
13. ↑  . MLB Taiwan 美國職棒大聯盟. 2022-03-21 –Facebook.
14. ↑  Bell, Mandy. . MLB. 2021-11-19  [2021-11-19]. （原始内容存档于2021-11-20） （英语）.

### 文獻
- Lewis, Franklin (2006). "The Cleveland Indians". The Kent State University Press. ISBN 0-87338-885-2
- Pluto, Terry (1999).  Our Tribe: A Baseball Memoir.  New York: Simon & Schuster.   ISBN 0-684-84505-9
- Quirk, James & Rodney D. Fort (1992). "Pay Dirt: The Business of Professional Team Sports". Princeton University Press. ISBN 0-691-01574-0
- Cleveland Indians. Indians History Overview: The early years. http://cleveland.indians.mlb.com/NASApp/mlb/cle/history/cle_history_overview.jsp （页面存档备份，存于）. Retrieved Sep 2, 2004.
- Cleveland defeats New York Yankees 22-0. http://sports.espn.go.com/mlb/recap?gameId=240831110 （页面存档备份，存于）

## 外部連結
- 官方网站（英文）
- 克里夫蘭守護者的Facebook專頁
- 克里夫蘭守護者的Instagram帳戶
- 克里夫蘭守護者的X（前Twitter）
- YouTube上的克里夫蘭守護者頻道

| 獎項                         | 獎項                   | 獎項                     |
| ---------------------------- | ---------------------- | ------------------------ |
| 前任： 辛辛那提紅人 紐約洋基 | 世界大赛冠军 1920 1948 | 繼任： 紐約巨人 紐約洋基 |